# Glenea blandinella
Glenea blandinella är en skalbaggsart som beskrevs av Aurivillius 1923. Glenea blandinella ingår i släktet Glenea och familjen långhorningar. Inga underarter finns listade i Catalogue of Life.